# Hundtjärnen (Skogs socken, Hälsingland)
Hundtjärnen är en sjö i Söderhamns kommun i Hälsingland och ingår i Ljusnan-Skärjåns kustområde.